# Jean Serpe
Jean Nicolas François Jules Serpe (* 1. August 1914 in Andrimont; † 16. November 2001 in Chaudfontaine) war ein belgischer theoretischer Physiker. 

## Leben
Serpe studierte an der Universität Lüttich und wurde dort 1943 mit der Schrift La Théorie du méson et les propriétés électromagnétiques des noyaux atomiques promoviert. Er arbeitete als wissenschaftlicher Schüler eng mit Léon Rosenfeld zusammen, der seit 1930 Professor an der Universität Lüttich war. Später wurde Serpe ebenfalls Professor an der Universität. Sein wissenschaftliches Arbeitsgebiet war die theoretische Teilchenphysik. Im Zusammenhang mit der Entdeckung der Paritätsverletzung bei der schwachen Wechselwirkung im Jahr 1957 (vgl. ) publizierte er unter anderem zu der lange umstrittenen Zweikomponenten-Theorie des Neutrinos.
Im Dezember 1976 wurde er zum korrespondierenden Mitglied der Académie royale des Sciences, des Lettres et des Beaux-Arts de Belgique gewählt.
Er starb mit 87 Jahren in der Ortschaft Embourg der Gemeinde Chaudfontaine.
Der Asteroid (9968) Serpe wurde nach ihm benannt.